# Сделка (фильм, 1914)
«Сделка» (англ. The Bargain) — американский короткометражный вестерн Реджинальда Баркера.

## Сюжет
Раненый грабитель Джим Строукс бежит с места преступления. Оказавшись на ранчо, он влюбляется в дочь владельца и женится на ней. Преступник хочет начать новую жизнь и вернуть деньги, но попадает в тюрьму.

## В ролях
| Актёр              | Роль                     |
| ------------------ | ------------------------ |
| Уильям Харт        | Джим Строукс             |
| Дж. Фрэнк Бурк     | шериф Бад Уолш           |
| Клара Уильямс      | Нелл Брент               |
| Дж. Барни Шерри    | Фил Брент                |
| Джозеф Дж. Даулинг | преподобный Джошуа Уилкс |
| Чарльз К. Френч    | бармен                   |
| конь Фриц          | Фриц                     |
| Рой Лайдлоу        | шахтёр                   |
| Хершел Майял       | азартный игрок           |
| Чарльз Свикард     | шахтёр                   |